# Yecheng
Yecheng (chiń. 叶城县; pinyin: Yèchéng Xiàn; ujg. قاغىلىق ناھىيىسى, Qaghiliq Nahiyisi) – powiat w zachodnich Chinach, w regionie autonomicznym Sinciang, w prefekturze Kaszgar. W 2000 roku liczył 370 229 mieszkańców.